# Wild Things Run Fast
Wild Things Run Fast er titlen på Joni Mitchells elvte studiealbum (trettende i alt), som blev udgivet i 1982. Det var hendes første album hos Geffen Records, og det markerede en overgang fra en jazzpræget stil til en mere poppet stil uden dog helt at holde sig borte fra Mitchells mangeårige eksperimenter.
Som eksempel på tilnærmelsen til det mere poppede var brugen af to popnumre, som Mitchell havde kendt fra sin tidlige ungdom: "Unchained Melody", der var et hit for The Righteous Brothers i 1965 samt "(You're So Square) Baby I Don't Care", der var mindre hits for Elvis Presley og Buddy Holly i slutningen af 1950'erne.
Efter udgivelsen af dette album tog Joni Mitchell på verdensturné under titlen Refuge of the Roads, der blandt andet inkluderede hendes hidtil eneste koncert i Danmark, da hun optrådte i Falkoner Teatret i København 15. maj 1983. Fra turneen er udgivet en dvd med titlen Refuge of the Roads. På turneens sætliste var adskillige numre fra dette album. 

## Numre
1. "Chinese Café/Unchained Melody" (5:17) – Mitchell, Alex North, Hy Zaret
2. "Wild Things Run Fast" (2:12)
3. "Ladies' Man" (2:37)
4. "Moon at the Window" (3:42)
5. "Solid Love" (2:57)
6. "Be Cool" (4:12)
7. "(You're So Square) Baby I Don't Care" (2:36) – Jerry Leiber, Mike Stoller
8. "Man to Man" (3:42)
9. "Underneath the Streetlight" (2:14)
10. "Love" (3:46)

## Musikere
Ud over Joni Mitchells sang spiller hun også akustisk guitar og klaver på pladen. Hun støttes af Larry Klein (bas), Michael Landau (guitar), Steve Lukather (guitar), John Guerin (trommer), Vinnie Colaiuta (trommer), Larry Williams (synthesizer og tenorsaxofon), Russell Ferrante (synthesizer), Wayne Shorter (sopransaxofon), Larry Carlton (guitar på "Ladies' Man"), Victor Feldman (percussion på "Man to Man") samt Kim Hutchcroft (tenorsaxofon på "(You're So Square)...". 
Derudover medvirker en række folk som kor, herunder Lionel Ritchie og James Taylor. 

## Cover
Forsiden på albummets cover er dannet ud fra et maleri af Mitchell selv. Motivet er et selvportræt, hvor hun står med front mod iagttageren med venstre arm lænet på et tv placeret på en slags lav kommode. I tv'et vises en flok vilde heste med en oplagt reference til albummets titel. Billedets farver er mørke (grå/brune/sorte) med tv-billedet stikkende ud i blåt og hvidt.